# Rivelatore a scintillazione
Un rivelatore a scintillazione è un tipo di rivelatore di particelle usato in fisica delle particelle per rilevare particelle elettricamente cariche.

## Storia
Questi rivelatori furono parecchio usati negli anni '70 nella ricerca di fisica di base, mentre oggigiorno sono stati sostituiti da rilevatori più sofisticati tipo le camere ad impulsi.
Il primo rivelatore a scintillazione (detto spintariscopio) fu costruito nel 1903 da Sir W. Crookes. Esso consisteva di uno schermo di ZnS e di un microscopio; se una particella alfa lo urtava, esso produceva una piccola scintilla di luce. All'inizio tale scintilla era osservata visivamente. Con tale tecnica Geiger e Marsden (1910) effettuarono lo studio della diffusione di particelle α da parte di nuclei che portò alla fondamentale ipotesi di Rutherford sulla costituzione degli atomi. Ancora oggi l'uso degli scintillatori costituisce uno dei metodi più utili per la rivelazione e lo studio di radiazioni di vario tipo. 
Successivamente nel 1944, per la raccolta di segnali di scintillazione, furono introdotti i fotomoltiplicatori.

## Funzionamento
Lo scintillatore è connesso al fotomoltiplicatore attraverso una guida di luce. Una particella che passa attraverso lo scintillatore perde energia trasferendola a quest'ultimo con meccanismi particolari cui segue poi l'emissione di fotoni. Negli scintillatori amorfi (plastici, liquidi), l'energia trasferita viene utilizzata per eccitarne le molecole che, poi, diseccitandosi emettono fotoni con un andamento temporale di tipo esponenziale. Negli scintillatori più comuni l'emissione avviene prevalentemente nel violetto, con tempi variabili dai nanosecondi ai microsecondi. Tali fotoni sono poi trasmessi, attraverso una guida di luce opportuna, al fotocatodo del fotomoltiplicatore. Qui i fotoni liberano degli elettroni per effetto fotoelettrico che sono poi accelerati e focalizzati sul primo dinodo. Il rapporto tra il numero dei fotoelettroni prodotti ed il numero di fotoni incidenti sul fotocatodo viene detto "efficienza quantica del fotocatodo". Per ogni elettrone primario che urta un dinodo, possono essere emessi dai 2 ai 5 elettroni secondari. Introducendo, ad esempio, 14 stadi di moltiplicazione, si raggiungono fattori di moltiplicazione di circa un miliardo. 
La carica raccolta (integrale dell'impulso) e l'ampiezza degli impulsi sono proporzionali all'energia depositata nello scintillatore. Gli scintillatori possono essere organici o inorganici (i quali hanno una migliore risposta di luce, ma sono più lenti nella risposta temporale rispetto a quelli organici).